# Stadion Ringstrasse
Stadion Ringstrasse – stadion piłkarski w mieście Chur, w Szwajcarii. Został otwarty w 1942 roku. Może pomieścić 1820 widzów. Swoje spotkania rozgrywają na nim piłkarze klubu FC Chur 97 oraz zawodnicy drużyny futbolu amerykańskiego Calanda Broncos.
Stadion klubu FC Chur został otwarty w 1942 roku. Wcześniej drużyna ta (założona 13 lipca 1913 roku) grała na boiskach zwanych Rossboden, Turnerwiese, Quaderwiese oraz Kustore. W latach 1987–1993 zespół ten występował w Nationalliga B (drugi poziom rozgrywkowy). W 1997 roku doszło do fuzji FC Chur z FC Neustadt i SC Grischuna, w wyniku czego powstał nowy klub, FC Chur 97.
Na obiekcie występują także zawodnicy zespołu futbolu amerykańskiego, Calanda Broncos. Klub ten (założony w 1991 roku) początkowo swoją siedzibę miał w pobliskiej miejscowości Landquart, jednak kiedy drużyna zaczęła osiągać sukcesy jej drugą siedzibą stał się Chur (stąd m.in. zmiana nazwy z Landquart Broncos na Calanda Broncos – od nazwy okolicznego szczytu Calanda – pod koniec 2008 roku). 17 lipca 2010 roku na stadionie odbył się finał Pucharu EFAF (Calanda Broncos – Carlstad Crusaders 17:3), a 8 czerwca 2019 roku rozegrano na nim finał Central European Football League (Calanda Broncos – Swarco Raiders Tirol 42:46).